# Proud Flesh
Proud Flesh är ett tyskt rockband från den tidiga krautrock-eran. Bandet bildades 1969 i den f.d. diplomatstaden Bonn-Bad-Godesberg (Tyskland) och splittrades 1972. Gruppen bestod av musiker från de lokala banden Cool Stove, Desperados, Hangmen och Rats.
Repertoaren var sammansatt av egna låtar och beroende på besättning även av tolkningar av Deep Purple, Spooky Tooth, Led Zeppelin, Ten Years After, Steppenwolf, Elvis, Black Sabbath, Chicago, Free, Jimi Hendrix, Vanilla Fudge, Nice med flera.
Proud Flesh turnerade i Tyskland och Luxemburg och spelade bland annat som förband till kända grupper som The Lords, The Rattles, Golden Earring och Brian Auger Trinity.
Bandets egen musik utvecklades från den tidiga softrocken via melodiska progrocklåtar allt mer mot hårdrocken. Från Proud Flesh’s sista ackord ända till idag har hittills två sångtitlar (Devil Flight, Price of Misery) tagits med i urvalet till senare samlingsalbum med krautrock (CD/LP).

## Diskografi
- Singelskiva: SL - 1970 - Resono - R 57007
Happy / Hey Mister
- Samlingsalbum: LP - 1970 - Resono 13 003
Wir im Scheinwerfer - Various Artists

- Singelskiva: SL - 1971 - Resono - R 57027
Devil flight / Blind
Hammondorgel på Devil Flight: Rolf Krosczek

- Samlingsalbum: LP - 1995 - lYahoo Records YR 007
Prae-Kraut Pandaemonium Vol. 5
- Samlingsalbum: CD - 1998 - OBK003
Obscured by Krauts

- CD: CD - 2006 - Special Edition
Proud Flesh Digitalized
Tracks: Devil Flight, Blind, On the Run, All in Vain